# Kuninga (Kõpu)
Kuninga – wieś w Estonii, w prowincji Viljandi, w gminie Sakala Północna.